# Паранормальне явище: Найближчий родич
Паранормальне явище: Найближчий родич — американський надприродний фільм жахів 2021 року, знятий Вільямом Юбенком, сценаристом Крістофером Лендоном і продюсерами Джейсоном Блумом і Ореном Пелі. У фільмі, який є сьомою частиною серії «Паранормальне явище», знімаються Емілі Бейдер, Роланд Бак III, Ден Ліпперт, Генрі Ейрес-Браун і Том Новіцкі, а також розповідається про групу, яка намагається зняти документальний фільм про спільноту амішів лише за щоб відкрити їм жахливі таємниці, які зберігає місто.
Незважаючи на те, що Paranormal Activity: The Ghost Dimension рекламували як останню частину оригінальної серії, у червні 2019 року студія Paramount Pictures оголосила, що розробляється сьома частина та окреме продовження, а продюсерами повернуться Блум і творець франшизи Пелі. Лендона найняли для написання сценарію на початку 2020 року, а Юбенк буде режисером у лютому 2021 року. Основну зйомку було завершено до липня 2021 року.
Паранормальне явище: Найближчий родич вийшов у Сполучених Штатах на Paramount+ 29 жовтня 2021 року.

## Сюжет
Марго та її друг оператор Кріс хочуть зняти документальний фільм про минуле Марго. Її мати, Сара, покинула її біля лікарні, і вона дивується, що спонукало Сару прийняти таке різке рішення. На генетичному сайті вони з Крісом знайомляться зі своїм кровним родичем Семюелем, який є амішем і зараз проходить через його румспринга. Після того, як троє прилітають до Буффало, штат Нью-Йорк, до них приєднується Дейл, звукорежисер документального фільму. Семюель веде їх на ферму Бейлер, звідки родом вони з матір'ю Марго.
Яків, патріарх комуни та батько Сари, вітає команду, і вони знаходять житло в сільській кімнаті. Пізно вночі Марго прокидається і виявляє, що вдалині рухаються червоні вогні; Самуель відкидає це як полювання. Марго відвідує сарай і знаходить маленьку дівчинку, яка розчісує волосся своїй ляльці. Ляльку звуть Сара, і коли Марго каже дівчинці, що це було ім’я її матері, дівчина загадково каже, що Сара «досі там». Увечері Марго чує звуки зі старої кімнати своєї матері на горищі та бачить духа.
Наступного ранку вони беруть інтерв'ю у Джейкоба на камеру. Він розповідає їм про вільну Сару, яка кинула виклик їхнім звичаям, переспала з хлопцем із сусіднього села й завагітніла. Замість того, щоб слідувати звичаю і бути змушеною віддати Марго прийомній родині, вона натомість залишила її в лікарні, і Сару тепер вважають мертвою. За допомогою запису дрона команда Марго згодом знаходить церкву, де є попередження триматися подалі, і Джейкоб швидко прибуває, щоб не дати їм увійти. Тієї ночі Марго та команда виявляють у сараї дивний ритуал, під час якого в жертву приносять новонародженого двоголового козла.
Вирішивши дізнатися таємниці комуни, Марго та Кріс вдираються до церкви, а Дейл відволікає Семюела. Вони виявляють на підлозі картини із зображенням демонічної фігури Асмодея, а також глибоку яму, в яку Марго спускається перед відступом, коли чує дивний шум. Наступного дня Марго пробирається в кімнату Джейкоба та знаходить його комп’ютер, де вона дізнається, що вони з Семюелом знали, що вона дочка Сари, і організували її приїзд. Вона засмучується, і Кріс пропонує їм піти, але тієї ночі на Марго нападає огидна тінь. Наступного дня Кріс і Дейл знаходять кататонічну Марго з простирадлами, просоченими кров'ю; незважаючи на запевнення місцевого лікаря, у обох виникають підозри.
Кріс і Дейл їдуть автостопом у місто з листоношею, щоб отримати новий автомобільний акумулятор, і листоноша повідомляє їм, що люди на фермі Бейлер не аміші. Використовуючи Інтернет, вони знаходять про демона Асмодея: згідно з міфом, у норвезькому селі Бескіттер сталася різанина, яку, як вважають, спричинив Асмодей. Вони затримали демона всередині тіла жінки, і демон продовжує передаватись від матері до дочки по лінії крові. Кріс і Дейл розуміють, що Марго наступна на черзі, і тому її привезли в поселення.
Коли Кріс і Дейл повертаються з поїздки до магазину, Марго зникла. Поки Дейл йде, щоб встановити батарею, Кріс заходить до церкви, щоб розшукати Марго. Після зустрічі та вбивства Джейкоба Кріс знаходить Марго на дні ями та рятує її, але їх переслідує скелетна істота, коли вони тікають із церкви. Істота вбиває Дейла та переслідує Марго та Кріса в сараї, але Марго, розуміючи, що ця істота є Сарою, одержимою Асмодеєм, називає її по імені, що змушує істоту змиритися. Скориставшись ослабленим станом своєї матері, Марго штовхає Сару, від чого вона впадає насмерть на колючий ряд сільськогосподарських інструментів.
Після смерті Сари Асмодей сіє хаос на фермі Бейлер: жителі вбивають один одного, худобу та будинки горять. Марго і Кріс дістають ключі від машини з тіла Дейла і тікають з ферми. Згодом на місце прибули поліцейські, яких привернув плач дитини в сараї. Під час розслідування вони розуміють, що звуки викликані демонічним Самуелем. Використовуючи свою одержимість демонами, Семюель змушує поліцейських покінчити життя самогубством, перш ніж поїхати на поліцейському крейсері, імовірно, вирушаючи за Марго та Крісом.

## Актори
- Емілі Бейдер у ролі Марго
- Роланд Бак III — Кріс
- Ден Ліпперт у ролі Дейла

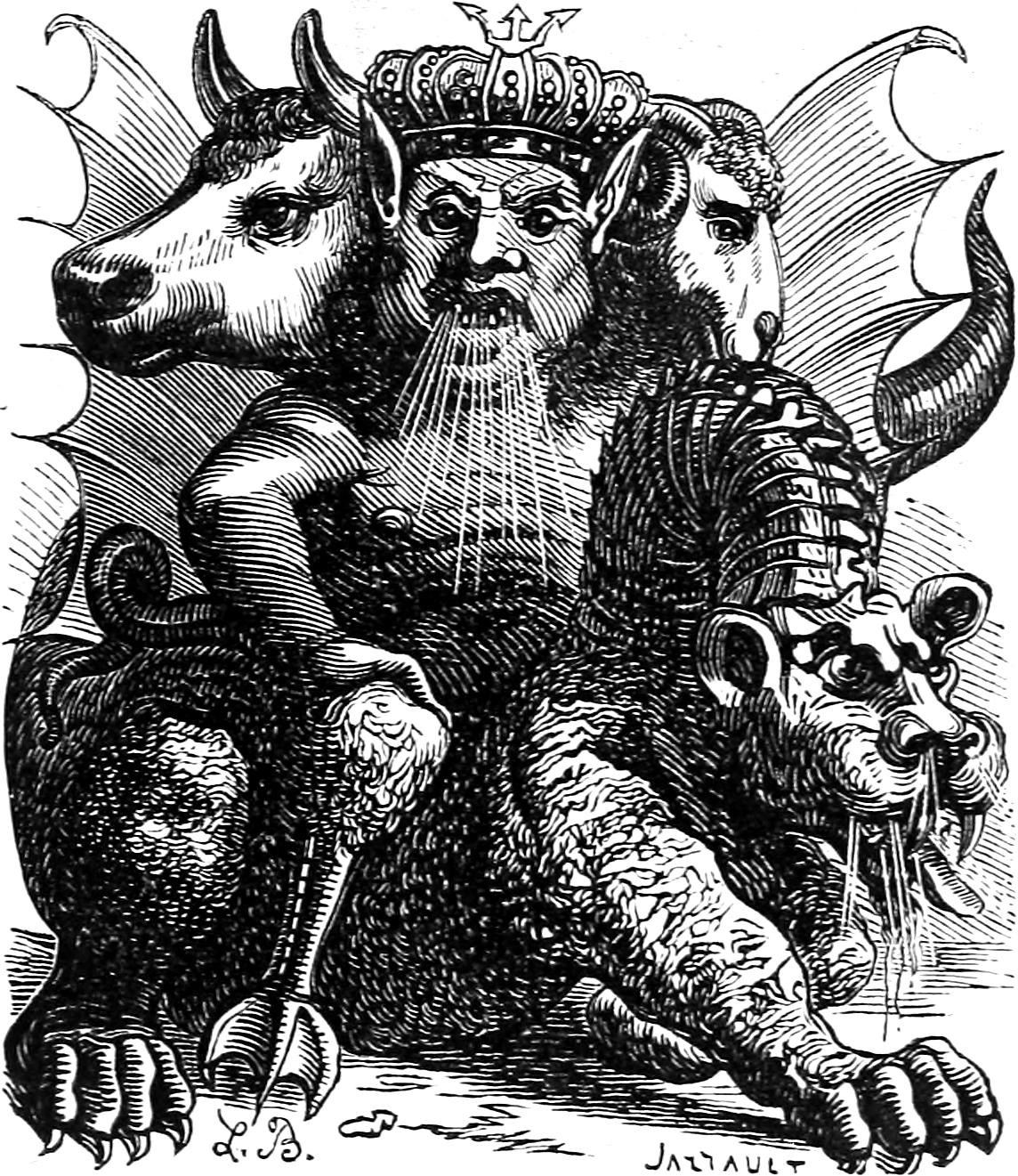
Злий демон Асмодей, головний антагоніст франшизи.

- Генрі Айрес-Браун у ролі Семюела Бейлера
- Том Новіцкі в ролі Джейкоба Бейлера
- Кайлі Сіон і Кірбі Джонсон в ролі істоти

## Виробництво
19 червня 2019 року компанія Paramount Pictures оголосила, що Джейсон Блум і творець франшизи Орен Пелі розробляють сьому частину серії фільмів. У лютому 2020 року Блум повідомив, що сценарій пише Крістофер Лендон. 12 лютого 2021 року було оголошено, що режисером фільму буде доручено Вільяма Юбенка, також підтверджено, що фільм є перезапуском, а не продовженням попередніх фільмів. 14 лютого 2021 року було оголошено про виробництво фільму разом із Між життям і смертю і фільмом без назви Кладовище домашніх тварин для Paramount+. У березні 2021 року Емілі Бейдер, Роланд Бак III, Ден Ліпперт і Генрі Ейрес-Браун отримали нерозголошені ролі. До жовтня 2021 року Том Новіцкі став частиною акторського складу.
Основна зйомка завершена в липні 2021 р. У вересні 2021 року було офіційно оголошено, що назва фільму — Паранормальне явище: Найближчий родич .

## Реліз
Paranormal Activity: Next of Kin вийшов у Сполучених Штатах на Paramount+ 29 жовтня 2021 року, але була відкладена на 4 березня 2022 року через пандемію COVID-19. Замість прокату в кінотеатрах фільм вийшов ексклюзивно на Paramount+.. Генеральний директор ViacomCBS Роберт Бакіш заявив, що прем'єра фільму відбудеться до кінця 2021 року. Прем'єру фільму офіційно перенесли на 29 жовтня 2021 року.